# Hélène de Billy
Hélène de Billy, née le 16 mai 1954 à Roberval au Québec, est une auteure, journaliste, réalisatrice et scénariste québécoise. Elle est biographe de l'artiste peintre Jean-Paul Riopelle,.

## Biographie
Hélène de Billy naît le 16 mai 1954 à Roberval. Elle est la fille de Godefroy de Billy, dentiste et maire de Chibougamau, et de Louise Godbout. Elle grandit à Chibougamau, ville minière, mais dès ses 10 ans, poursuit ses études chez les Ursulines de Québec. Elle termine ses études secondaires à Québec, puis entreprend des études post-secondaires en sciences politiques, à l’Université Memorial de Terre-Neuve, à l’Université du Manitoba, puis à l’Université Laval, à Québec.
Depuis 1979, elle collabore à divers magazine et journaux, dont Le Devoir, La Gazette des femmes, Canadian Forum, Sélection du Reader’s Digest, L’Actualité, Châtelaine et Madame. Entre 1992 et 1996, elle travaille à la réalisation d'une biographie de l'artiste peintre Jean Paul Riopelle. Dans le cadre du centième anniversaire de naissance du peintre, Hélène de Billy publie la biographie revue et augmentée de Riopelle en 2023. Deux ans plus tôt, elle faisait paraître Le Berlin Kid, un portrait  de l'aviateur québécois qui a effectué le pus grand nombre de raids sur Berlin durant la Deuxième Guerre mondiale. Elle a également signé Le portrait d'André Mathieu, aux Éditions La Presse, une biographie romancée du grand pianiste qu'on appelait le Mozart canadien. Pour l'ONF, avec le photographe de rue Gilbert Duclos, elle a coréalisé Sacrée Montagne, une série de promenades interactives sur le mont-Royal. 

## Archives
Les archives d'Hélène de Billy concernant ses travaux de recherches et d'écriture de la biographie de Jean Paul Riopelle sont conservées chez Bibliothèque et Archives Canada.

## Filmographie
- 2010 : Sacré montage. Documentaire, Office nationale du film du Canada[6].
- 2012 : Art sous enquête. série documentaire[7].
- 2014 : Au Québec avec Tintin. Documentaire[8].